# Lâm Võ
Bản mẫu:Nguồn
Võ sư Lâm Võ, sinh năm 1911. Được tập luyện từ nhỏ, ông mau chóng trở thành một cao thủ Thiếu Lâm Bắc Phái. Đây là môn phái võ thuật sử dụng lối đánh trường trận, công thủ từ xa. Người võ sĩ phải di chuyển linh hoạt, thân pháp như sấm chớp mưa sa, thực hiện sách lược: "nhất thốn trường, nhất thốn cường" – nghĩa là: dài thêm một tấc, mạnh thêm một tấc.
Võ nghệ cao thâm được người đời nể trọng, nhưng võ thuật cộng với chút máu anh hùng ra tay cứu nạn khiến võ sư Lâm Võ từng trở thành cao thủ bị truy sát. Vào những năm của thập năm 30, thế kỷ 20 khi lưu lạc sang tận Singapore và đến sống tại một ngôi làng, hàng ngày chứng kiến cảnh bọn đầu gấu nghênh ngang đến từng quán ăn để thu tiền xâu, rút dao dí vào cổ các chủ quán đòi nộp tiền bảo kê. 
Hẹn gặp nói chuyện "phải quấy" với tên đại ca tại một quán ăn. Bọn đàn em mình mẩy xăm trổ cọp beo, lưng dắt đầy dao kiếm, đứng ngoài cửa quán trừng trừng nhìn vào. Chỉ một thân giữa chốn giang hồ, ông Võ giả vờ e sợ, bật lửa châm thuốc cho tên đại ca, mắt liếc xuống cây chùy gai góc hắn đang gác trên đùi. Chỉ một tích tắc, đòn ưng trảo quyền của ông như móng vuốt xé gió "phập" vào cổ họng của tên du đãng. Ông bay người qua cửa sổ khi bọn đàn em đứa xanh mặt bỏ chạy, đứa rút kiếm xông vào cứu đại ca đang dãy dụa vì trúng đòn hiểm.
Võ sư Lâm Võ lưu lạc đến Quảng Ngãi (Việt Nam) giai đoạn thập niên 40 của thế kỷ 20. Quảng Ngãi là mảnh đất khá yên bình giữa thời loạn. Chính vì vậy, vị võ sư này đã làm nơi định cư. Ông làm nghề thầy thuốc bằng gánh thuốc Sơn đông mãi võ - vừa bán thuốc, vừa biểu diễn võ thuật tại xã Bình Mỹ, huyện Bình Sơn, tỉnh Quảng Ngãi. Trong lần bán thuốc tại thôn Thạch An, xã Bình Mỹ, huyện Bình Sơn, vị võ sư với công lực thâm hậu này đã lọt vào mắt của cha ruột cô Nguyễn Thị Mốc. Lấy cớ mời về nhà xem gia sự, ông già đánh tiếng gả đứa con gái đẹp nhất cho Lâm Võ. Ban đầu bà không chịu, cho đến ngày ông xách gói vẫy tay tiếp tục rong ruổi vạn dặm đường thì bà mới chạy ra níu lại. Sau đó hai người nên duyên vợ chồng và sinh con, sống làm ăn lương thiện tại địa phương cho đến năm 1964. Từ năm 1965 ông cùng vợ con về sống tại Phường Lê Hồng Phong, thành phố Quảng Ngãi tiếp tục dạy võ và làm nghề thầy thuốc. Ông mất năm 2000, tại thành phố Quảng Ngãi vì tuổi cao, sức yếu. 